# لستر (آیووا)
لستر (به انگلیسی: Lester) شهری در ایالت آیووا کشور ایالات متحده آمریکا است که جمعیت آن در سرشماری سال ۲۰۱۰ میلادی، ۲۹۴ نفر بوده‌است.